# 松尾村 (長野県)
松尾村（まつおむら）は、長野県下伊那郡にあった村。概ね現在の飯田市大字毛賀および松尾各町にあたる。飯田市街地の「松尾町1-4丁目」は、これと異なる。

## 地理
- 河川：天竜川、松川

## 歴史
- 1875年（明治8年）1月23日 - 筑摩県伊那郡島田村・毛賀村が合併して松尾村となる。
- 1881年（明治14年）8月12日 - 松尾村の一部が分立して毛賀村となる。
- 1876年（明治9年）8月21日 - 長野県の所属となる。
- 1879年（明治12年）1月4日 - 郡区町村編制法の施行により下伊那郡の所属となる。
- 1889年（明治22年）4月1日 - 町村制の施行により、松尾村・毛賀村の区域をもって松尾村が発足。
- 1956年（昭和31年）9月30日 - 飯田市・座光寺村・竜丘村・三穂村・伊賀良村・山本村・下久堅村と合併し、改めて飯田市が発足。同日松尾村廃止。

## 交通

### 鉄道路線
- 日本国有鉄道
  - 飯田線
    - 毛賀駅 - 伊那八幡駅

### 道路
- 国道151号

## 村長
- 吉川亮夫（後、衆議院議員）